# Indian Space Research Organisation
L’Indian Space Research Organisation (ISRO, in italiano Organizzazione Indiana per le Ricerche Spaziali) è l'agenzia nazionale Indiana per la ricerca spaziale. Il suo quartier generale si trova a Bangalore e gli impiegati sono approssimativamente 17 000. L'obiettivo della organizzazione è lo sviluppo delle tecnologie spaziali e le loro applicazioni per lo sviluppo dell'India. L'attuale direttore è Kailasavadivoo Sivan.
Il logo ISRO ha una punta di freccia che simboleggia un razzo e due pannelli solari stilizzati che rappresentano un satellite.

## Storia
ISRO venne fondata nel 1969 dentro il Dipartimento per l'Energia Atomica e in seguito presso la Commissione Spaziale e il Dipartimento dello Spazio creati nel giugno del 1972. L'India e l'ISRO mandarono Aryabhata, il primo satellite indiano nello spazio, il 1975 grazie a un lanciatore dell'Unione Sovietica. Il primo lancio indiano avvenne nel 1980.
Il Dr. Vikram Sarabhai è il fondatore dell'ISRO è il padre del programma spaziale indiano.

## Centri ISRO
Questa lista raccoglie i centri ISRO:
- Vikram Sarabhai Space Centre (VSSC)
- ISRO Satellite Centre (ISAC)
- Centro spaziale Satish Dhawan (SHAR)
- Liquid Propulsion Systems Centre (LPSC)
- Space Applications Centre (SAC)
- Development and Educational Communication Unit (DECU)
- ISRO Telemetry, Tracking and Command Network (ISTRAC)
- INSAT Master Control Facility (MCF)
- ISRO Inertial Systems Unit (IISU)
- National Remote Sensing Agency (NRSA)
- Regional Remote Sensing Service Centres (RRSSC)
- Physical Research Laboratory (PRL)
- National Mesosphere/Stratosphere Troposphere Radar Facility (NMRF)
- Antarctica Ground Station for Earth Observation Satellites (AGEOS), Base Bharati, Antartide

## Avvenimenti principali
- 1962: Indian National Committee for Space Research (INCOSPAR); formata dal Dipartimento per l'Energia Atomica inizia i lavori e si stabilisce nel sito di lancio equatoriale Thumba Equatorial Rocket Launching (TERLS)
- 1963: Primo razzo di prova lanciato da TERLS il 21 novembre, 1963.
- 1965: Space Science & Technology Centre (SSTC) stabilito a Thumba.
- 1967: Ad Ahmedabad installata la stazione per telecomunicazione.
- 1972: Commissione Spaziale e il Dipartimento dello Spazio sono create.
- 1975: Il primo satellite indiano Aryabhata viene lanciato (19 aprile, 1975).
- 1976: Lancio del satellite sperimentale televisivo (SITE).
- 1979: Bhaskara-1, satellite sperimentale lanciato. Primo lancio sperimentale del SLV-3 con il satellite Rohini fallisce.
- 1980: Secondo lancio sperimentale del SLV-3 con il satellite Rohini avviene con successo e il satellite viene posto in orbita.
- 1981: APPLE, un satellite sperimentale per le telecomunicazioni avviene con successo il 19 giugno.
- 1981: Bhaskara-II lanciato il 20 novembre.
- 1982: INSAT-1A lanciato (aprile); disattivato in settembre.
- 1983: Secondo lancio del SLV-3. RS-D2 posto in orbita. INSAT-1B lanciato.
- 1984: Missione con esseri umani indo-sovietici (aprile). Rakesh Sharma è il primo indiano nello spazio.
- 1987: L'ASLV con a bordo il satellite SROSS-1 viene lanciato.
- 1988: Primo satellite indiano di analisi a distanza lanciato (IRS-1A). INSAT-1C lanciato (luglio). Abbandonato in novembre.
- 1990: INSAT-1D lanciato con successo.
- 1991: Lancio del secondo satellite indiano di analisi a distanza IRS-1B in agosto.
- 1992: Terzo lancio sperimentale dell'ASLV con il SROCC-C a bordo (maggio), il satellite vien posto in orbita. Primo satellite di costruzione indiana INSAT-2A lanciato con successo.
- 1993: INSAT-2B lanciato in luglio con successo. Primo lancio del razzo sperimentale PSLV con il IRS-1E fallito.
- 1994: Quarto lancio sperimentale del ASLV avvenuto con successo in maggio. Secondo lancio di sviluppo del PSLV con il satellite IRS-P2 avvenuto in ottobre con successo.
- 1995: INSAT-2C lanciato a dicembre. Terzo satellite IRS operativo lanciato.
- 1996: Terzo lancio sperimentale del PSLV con l'IRS-P3 avvenuto con successo in marzo.
- 1997: INSAT-2D lanciato a giugno ma disattivatosi a ottobre. Arabsat 1C, dopo essere stato rinominato in INSAT-2DT, acquistato in ottobre. Prima operazione del PSLV con l'IRS-D avvenuta con successo in settembre.
- 1998: Capacità del sistema INSAT aumentata grazie al satellite acquistato INSAT-2DT, comprato da Arabsat (gennaio).
- 1999: INSAT-2E l'ultimo satellite multifunzionale della serie INSAT-2, lanciato da un razzo Ariane da Kourou il 3 aprile 1999. IRS-P4 (OCEANSAT), lanciato dal PSLV-C2 con il satellite coreano KITSAT-3 e il tedesco DCR-TUBSAT da Sriharikota (26 maggio, 1999).
- 2000: INSAT-3B viene lanciato il 22 marzo, 2000.
- 2001: GDLV-D1 il primo lanciatore geostazionale effettua un lancio sperimentale con a bordo il GSAT-1 parzialmente riuscito.
- 2002: INSAT-3C lanciato con successo dall'Arianespace (gennaio), PSLV-C4 lancia il KALPANA-1 (settembre).
- 2003: GSLV-D2, lanciato il secondo GSLV dopo il lancio con successo del GSAT-2 (maggio).
- 2004: primo volo operativo del GSLV (F1) avvenuto con successo lanciando il satellite EDUSAT in settembre.
- 2005: Lancio del CARTOSAT e del HAMSAT da parte del lanciatore PSLV-C6 dalla seconda piattaforma di lancio in maggio.
- 2006: Secondo lancio operativo del GSLV (F02) il 10 luglio. Il GSLV-F02 trasportava l'INSAT-4C.
- 2007 :Lancio con successo del CARTOSAT-2 contenente lo SRE-1, sviluppato dal LAPAN-TUBSAT e PEHUENSAT-1. Il lancio si è svolto il 10 gennaio 2007.
- 2007: Lo SRE-1 ammara nella baia di Bengala il 22 gennaio 2007. La capsula viene recuperata con successo dalla guardia costiere Indiana. L'India è la quinta nazione ad avere a disposizione una tecnologia di rientro spaziale[2].

## Satelliti
Sin dalla sua formazione ISRO ha lanciato molti satelliti. La schiera di satelliti includono i satelliti IRS (Indian Remote sensing Satellite), gli INSAT (Indian National Satellite) (in orbita geostazionaria), i GSAT (lanciati utilizzando i GSLV) e i METSAT 1 (lanciati dal PSLV).

### INSAT
La famiglia di satelliti INSAT include la serie 1 (A,B,C,D), 2 (A,B,C,D/DT) e 3 (A,B,C,D,E). Forniscono servizi di comunicazioni e trasmissione televisiva in tutta l'India e per la maggior parte sono stati lanciati dall'Arianespace. Tuttavia il più recente, l'INSAT 3E è stato lanciato con un razzo ISRO, senza nessun aiuto esterno. Inoltre ISRO prevede di lanciare i prossimi satelliti di nuova generazione INSAT 4A e 4B nel 2005 2006.

### IRS
I satelliti IRS forniscono servizi di analisi a distanza e sono composti dalla serie 1 (A,B,C,D). Le future versioni saranno contraddistinte da un nome che associ il satellite alla sua area di applicazione (come OceanSat, CartoSat, ResourceSar, ecc). Alcuni satelliti sono dotati di indicazioni aggiuntive a seconda del lanciatore e del veicolo (serie p e PSLV). ISRO e il Dipartimento dello Spazio hanno formato una società, l'Antrix Corp Ltd per promuovere il marketing dei satelliti IRS.

### METSAT/Kalpana
METSAT o Meteorological Satellite, è il primo satellite ISRO in grado di fornire informazioni meteorologiche. Nel 2003 METSAT è stato rinominato Kalpana in onore dell'astronauta Kalpana Chawla. METSAT 2/Kalpana 2 è previsto che sia lanciato nel 2007.

### Technology Experiment Satellite
Come il nome suggerisce questi satelliti sono satelliti sperimentali e servono principalmente per realizzare satelliti spia. I satelliti hanno la capacità di individuare veicoli in movimento e oggetti anche più piccoli di un metro a seconda del satellite. Sono secondi solo alla generazione di satelliti spia americani ad alta risoluzione. Nella guerra del Kargil sono stati utilizzati per operazioni di spionaggio. Furono utilizzati per la prima volta durante l'invasione in Iraq del 2003 quando produssero immagini ad alta risoluzioni delle installazioni da distruggere.

## Progetti futuri
ISRO ha iniziato lo sviluppo di una missione sulla Luna chiamata Chandrayan Astrosat. Sarà l'ultimo passo dell'esplorazione indiana dello spazio profondo. Nel 2005 il governo indiano ha approvato lo stanziamento di 3.64 miliardi di rupie indiane (68 milioni di euro) per la pianificata missione sulla Luna del 2008. ISRO ha lavorato congiuntamente alla missione con l'Agenzia Spaziale Europea che ha fornito supporto finanziario e tecnologico. Se i piani verranno rispettati l'ISRO sarà la quarta agenzia dopo la NASA, l'Agenzia Spaziale Europea e l'Agenzia Sovietica ad avere mandato una missione senza equipaggio sulla Luna. Dopo i recenti successi delle missioni CARTOSAT-1, HAMSAT e EDUSAT, ISRO ha avviato lo sviluppo di un nuovo lanciatore criogenico, il GSLV. Questo lanciatore nella configurazione finale sarà in grado di trasportare 7 tonnellate di carico utile. ISRO inoltre lancerà diversi satelliti per le agenzie europee e l'agenzia russa, come i satelliti Agile e GLONASS.
ISRO ha pianificato di lanciare il razzo SRE-1 e GSAT-4 in un paio di anni.

## Lanciatori
- Satellite Launch Vehicle (SLV) - È un razzo a quattro stadi a combustibile solido costruito principalmente per verificare le tecnologie di lancio. Il carico utile era principalmente composto da satelliti Rohini.
- Advanced Satellite Launch Vehicle (ASLV) - È un lanciatore a quattro stadi con combustibile solido e il carico utile era composto principalmente da satelliti Streched Rohini Satellite Series (SROSS).
- Polar Satellite Launch Vehicle (PSLV) - È un lanciatore a cinque stadi a combustibile liquido e solido. Il primo stadio è uno dei più grandi razzi a combustibile solido del mondo. Il PLSV può trasportare 1200 kg in orbita polare sincrona con il sole.
- Geosynchronous Satellite Launch Vehicle (GSLV) - È un razzo a quattro stadi a carburante solido e liquido. Il GSLV può trasportare 200 kg di carico utile in orbita geostazionaria.
- Small Satellite Launch Vehicle (SSLV) - È un razzo a tre stadi a propellente solido con uno stadio superiore a propellente liquido, progettato per il lancio di piccoli satelliti.

## Siti di lancio
ISRO dispone di tre siti di lancio:
- Thumba (TERLS - Thumba Equatorial Rocket Launching Station/Vikram Sarabhai Space Center, Kerala (17 chilometri da Trivandrum)),
- Sriharikota (SRLS - Sriharikota Rocket Launching Station/Satish Dhawan Space Centre, Andhra Pradesh).
  - Il sito di Shriharikota viene utilizzato per lanciare satelliti e razzi multistadio. Il sito di lancio ha due piste di lancio inclusa una pista universale. Le due piste di lancio del sito permettono di lanciare fino a 6 razzi l'anno. Il 23 giugno 2017 è partito dalla base spaziale indiana di Sriharikota Max Valier Sat, il primo satellite «made in Alto Adige», realizzato da studenti e insegnanti dell'Istituto tecnologico in lingua tedesca «Max Valier» di Bolzano, sotto la guida di esperti internazionali in navigazione spaziale.
- Balasore (Balasore Rocket Launching Station (BRLS), Orissa).

## Sanzioni internazionali
La cooperazione iniziale con la federazione Russa nello sviluppo di lanciatori ha trovato l'opposizione del governo degli Stati Uniti d'America che ha sollevato problemi di proliferazione. Le minacciate sanzioni verso l'ISRO e l'organizzazione spaziale russa Glavkosmos hanno prevenuto il trasferimento tecnologico dei motori a combustibile criogenico. Sotto pressione la Glavkosmos ha acconsentito a vendere alla ISRO i motori a combustibile criogenico ma non le tecnologie collegate ed a non utilizzare ditte indiane per la realizzazioni dei motori. Di conseguenza l'India ha dovuto sviluppare una propria tecnologia e un proprio impianto di ricerca. ISRO sta utilizzando la tecnologia russa dei lanciatori criogenici nel GSLV ma mano a mano sta sostituendo i progetti russi con dei progetti sviluppati internamente.